# Tylophora dumetorum
Tylophora dumetorum är en oleanderväxtart som beskrevs av Rudolf Schlechter. Tylophora dumetorum ingår i släktet Tylophora och familjen oleanderväxter. Inga underarter finns listade i Catalogue of Life.